# Listă de umoriști
Aceasta este o listă de umoriști:
- Cecil Adams
- Scott Adams
- Dave Barry
- Robert Benchley
- Stefano Benni
- Josh Billings
- William Combe
- Will Cuppy
- Mike Fireball
- Ian Frazier
- Stephen Fry
- Veronica Geng
- Janey Godley
- Hugh Laurie
- Stephen Leacock
- David Lodge
- John Bingham Morton
- Dorothy Parker
- S. J. Perelman
- Bolesław Prus
- Will Rogers
- David Sedaris
- Richard A. Sherman
- H. Allen Smith
- K. Capek
- G.K Chesterton
- George Toparceanu
- James Thurber
- Jaroslav Hasek
- Benjamin Tillier
- Calvin Trillin
- Mark Twain
- Orl Unho
- Artemus Ward
- Ellis Weiner
- P. G. Wodehouse
- Jerome K. Jerome
- O. Henry
- I.L. Caragiale
- Ion Băieșu
- Cip Ieșan
- Ștefan Cazimir
- Păstorel Teodoreanu
- Gheorghe Brătescu
- Tuor Musatescu

## Vezi și
- Listă de umoriști români